# نواحی حدی بیشینه پایدار
در مباحث مربوط به بینایی رایانه‌ای، نواحی حدی بیشینه پایدار (به انگلیسی: maximally stable extremal regions (MSER)) به عنوان روشی برای تشخیص اشیا به کار می رود( برای مثال تشخیص یک جسم یا توده در دو تصویر مختلف یا Blob detection ) به عبارتی دیگر از این روش برای تطابق توده‌ها و بخش‌های یکسان بین دو تصویر مختلف به کار می‌رود، مانند دو عکس از یک صحنه با زاویه دید مختلف. این روش پیدا کردن حداکثر اجسام مطابق در یک عکس بیشترین استفاده را در بخش تشخیص اجسام ( Object recognition ) دارد.

## تعریف
تصویر {\displaystyle I} را یک نگاشت در نظر بگیرید آنگاه خواهیم داشت :{\displaystyle I:D\subset \mathbb {Z} ^{2}\to S} . حال در صورتی می توانیم نواحی حدی بیشینه پایدار را یک مجموعه خوش تعریف در نظر بگیریم که :
1- {\displaystyle s} یک مجموعه ترتیب کامل باشد.
2- مجموعه ای به شکل {\displaystyle A\subset D\times D} به صورت یک رابطه مجاورت قابل تعریف باشد.
حال ناحیه {\displaystyle Q} را به عنوان یک زیر مجوعه پیوسته از {\displaystyle D} در نظر میگیریم.
برای این زیر مجموعه، مجموعه نقاط مرزی را به صورت {\displaystyle \partial Q=\{q\in D\setminus Q:\exists p\in Q:qAp\}} تعریف میکنیم. نقاط عضو این مجموعه هیچ‌کدام عضو {\displaystyle Q} نیستند ولی با آن‌ها مجاورت دارند.
یک  ناحیه حدی  به صورت {\displaystyle Q\subset D} تعریف می‌شود که در آن داریم {\displaystyle p\in Q,q\in \partial Q:I(p)>I(q)} یا آنکه {\displaystyle p\in Q,q\in \partial Q:I(p)<I(q)} . که این دو به این معنی است که که ناحیه به صورت نسبی دارای شدت و تراکم بیشینه با کمینه است و این گونه از زمینه اطراف خود متمایز است.
 ناحیه حدی بیشینه پایدار : یک سلسله ناحیه‌های حدی درون مانند {\displaystyle Q_{1},..,Q_{i-1},Q_{i},...} به طوری که {\displaystyle Q_{i}\subset Q_{i+1}}. ناحیه حدی {\displaystyle Q_{i*}} را بیشینه پایدار می نامیم در صورتی که {\displaystyle q(i)=|Q_{i+\Delta }\setminus Q_{i-\Delta }|/|Q_{i}|} یک کمینه نسبی ( محلی) در {\displaystyle i*} داشته باشد. در اینجا منظور از {\displaystyle |\cdot |} اندازه کاردینالی مجموعه است .